# Гольдберг Естер Аврамівна
Гольдберг Естер Аврамівна (нар. березень 1915, Москва — пом. дата смерті невідома, Москва) — радянська та українська шахістка. Чемпіонка України із шахів серед жінок 1955 року.

## Біографія
У 1935 році дебютувала в чемпіонаті Москви з шахів серед жінок, поділивши 6 — 8 місце. У 1937 році переїхала до Києва, де займалася під керівництвом тренерів Ісаака Липницького та Абрама Замиховського.  
У 1940 року здобула перемогу у чемпіонаті Києва із шахів серед жінок. До і після Другої світової війни входила до числа найсильніших шахісток України. Успішно брала участь у чемпіонатах України із шахів серед жінок, у яких ставала переможницею (1955) та багаторазовим призером, зокрема: у 1948 році розділила 2 — 3 місце, у 1952 та у 1958 року була срібною призеркою, у 1959 році розділила 3 — 4, а у 1939 та 1949 роках 3 — 5 місця.
Двічі брала участь у фіналах чемпіонатів СРСР із шахів серед жінок — у 1950 та 1954 роках. Останній великий успіх — перемога в чемпіонаті ЦС ДЗГ «Спартак» з шахів серед жінок у 1972 році. Про її останні роки життя немає достовірних фактів.

## Турнірні результати
| Рік  | Місце проведення | Турнір                                                         | Результат | +  | — | = | Місце   |
| ---- | ---------------- | -------------------------------------------------------------- | --------- | -- | - | - | ------- |
| 1935 | Москва           | 4-й чемпіонат Москви із шахів серед жінок                      | 7 з 13    | 7  | 6 | 0 | 6 — 8   |
| 1935 | Москва           | чемпіонат Московської обласної ради професійних спілок (МОРПС) | 3½ з 8    | 3  | 4 | 1 | 6       |
| 1937 | Київ             | 3-й чемпіонат України                                          | 10½ з 15  | 10 | 4 | 1 | 5       |
| 1938 |                  | 4-й чемпіонат України                                          | 7½ з 15   | 7  | 7 | 1 | 9       |
| 1939 |                  | 5-й чемпіонат України                                          | 6 з 10    |    |   |   | — 5     |
| 1940 | Київ             | Чемпіонат Києва із шахів серед жінок                           | з         |    |   |   | Gold    |
| 1946 | Київ             | 6-й чемпіонат України                                          | 3 з 11    | 3  | 8 | 0 | 11      |
| 1948 | Київ             | 8-й чемпіонат України                                          | 9 з 13    | 8  | 3 | 2 | — 3     |
| 1949 | Одеса            | 9-й чемпіонат України                                          | 6½ з 11   | 4  | 2 | 5 | — 5     |
| 1950 | Київ             | 10-й чемпіонат України                                         | 8 з 14    | 6  | 4 | 4 | 8       |
|      | Рига             | 10-й чемпіонат СРСР                                            | 5½ з 15   | 3  | 7 | 5 | 13      |
| 1951 | Київ             | 11-й чемпіонат України                                         | 7½ з 14   | 4  | 3 | 7 | 8 — 9   |
| 1952 | Київ             | 12-й чемпіонат України                                         | 10½ з 15  | 9  | 3 | 3 | Silver  |
| 1953 | Київ             | 13-й чемпіонат України                                         | 11 з 17   | 10 | 5 | 2 | — 4     |
| 1954 | Київ             | 14-й чемпіонат України                                         | 7½ з 14   | 4  | 3 | 7 | 8       |
|      | Краснодар        | 14-й чемпіонат СРСР                                            | 8 з 19    | 6  | 9 | 4 | 12 — 16 |
| 1955 | Київ             | 15-й чемпіонат України                                         | 10½ з 14  | 8  | 1 | 5 | Gold    |
| 1956 | Київ             | 16-й чемпіонат України                                         | 9 з 17    |    |   |   | 9 — 10  |
| 1957 | Київ             | 17-й чемпіонат України                                         | 9 з 17    |    |   |   | 8       |
| 1958 | Київ             | 18-й чемпіонат України                                         | 12 з 17   |    |   |   | Silver  |
| 1959 | Київ             | 19-й чемпіонат України                                         | 11½ з 17  | 10 | 4 | 3 | — 4     |
| 1960 | Київ             | 20-й чемпіонат України                                         | 7 з 17    |    |   |   | 12 — 14 |
| 1961 | Київ             | 21-й чемпіонат України                                         | 9½ з 17   | 7  | 5 | 5 | 6 — 7   |
| 1962 | Київ             | 22-й чемпіонат України                                         | 5½ з 17   | 3  | 9 | 5 | 5 — 7   |
| 1965 | Київ             | першість Українського СТ «Спартак»                             | 11 з 15   |    |   |   | Silver  |
|      | ?                | півфінал 25-го чемпіонату СРСР (першість СТ «Спартак»)         | 10 з 15   |    |   |   | 4 — 5   |
| 1973 | Сочі             | півфінал 33-го чемпіонату СРСР                                 | 5½ з 14   | 4  | 7 | 3 | 9 — 10  |